# Sayn-Wittgenstein
Sayn-Wittgenstein era una contea nella Germania medievale, situata nella Sauerland dell'attuale Renania Settentrionale-Vestfalia.

## Storia
Il Sayn-Wittgenstein fu creato quando il Conte Salentino del Sayn-Homburg sposò l'erede della contea del Wittgenstein, la contessa Adelaide di Wittgenstein, nel 1345. Le due contee unificate furono subito note come Sayn-Wittgenstein, anche se il nome divenne ufficiale solo durante il regno del successore di Salentino, il Conte Giovanni.
Spesso il territorio del Sayn-Wittgenstein veniva diviso tra il nord (intorno a Berlenburg) e il sud (intorno a Bad Laasphe), anche se il confine tra queste due parti si spostava spesso.  Nel 1607 il Sayn-Wittgenstein fu diviso in: Sayn-Wittgenstein-Berleburg, Sayn-Wittgenstein-Sayn (i territori originali della contea di Sayn), e Sayn-Wittgenstein-Wittgenstein.
La linea anziana infatti si era estinta nel 1606 con il conte Enrico IV, e la contea di Sayn venne annessa dall'elettore di Treviri, verso cui vi era il vincolo feudale, nonostante le proteste del ramo cadetto.
Da allora la contea fu ripartita tra l'elettore che mantiene il castello di Sayn e gli altri conti sovrani di Hachenburg (-1632), la cui parte passò poi per matrimonio ai Farnrode, Altenkirchen e Bendorf. I cadetti dei Sayn, signori di Marienburg in Valledar, divennero per matrimonio (1345) conti di Wittgenstein, Berleburg (1361) e Laasphe.
Alla morte del conte Ludovico I di Sayn-Wittgenstein (-1605) i tre figli si divisero la contea.
A - Sayn und Wittgenstein Berleburg:
	La linea comitale principale, nella divisione dei possessi ebbe con il primogenito Giorgio V (1607-31) la porzione settentrionale della contea con il castello di Berleburg, la città di Wingeshausen, dapprima data ad Ernesto (1607-1649) con l'exclave costituita dalla vasta signoria di Homburg e Neumagen,  peraltro, mai riconosciuta come feudo imperiale e quindi non appartenente ad alcun circolo imperiale.
Nel 1631 si divise in Sayn und Wittgenstein Homburg e in Sayn und Wittgenstein Neumagen. Riunitesi, nel 1694 alla morte di Ludovico Francesco (1684-94) si distaccarono le nuove linee di:
- 1.- Sayn und Wittgenstein zu Berleburg: il capofamiglia della linea primogenita di

Berleburg, Cristiano Enrico (1773-1800), divenne principe dell'impero il 4 settembre 1792, mantenendo il voto alla Dieta imperiale (Reichstag) come conte di Wetterau, finché i feudi furono mediatizzati nel 1806 a favore dell'Assia Darmstadt.
- 2.- Sayn und Wittgenstein in Carlsburg: stato dell'impero creato nel 1694 e mediatizzato nel 1806. I conti sovrani furono Carlo Guglielmo (1694-49) e Adolfo Ludovico Guglielmo, regnante fino alla fine dell'impero (-1806).
- 3.- Sayn und Wittgenstein in Ludwigsburg: linea del 1694; vi appartennero i conti sovrani Ludovico Francesco II (1694-50), Cristiano Ludovico Casimiro (-1797) e Ludovico Adolfo Pietro (-1806).

B - Sayn und Wittgenstein Wittgenstein:
	La linea comitale cadetta nella divisione del 1605 ricevette con il figlio secondogenito, Ludovico II (1607-34), la porzione meridionale della contea con il castello di Wittgenstein, i centri di Arfeld e Fischelbach; nel 1657 si suddivise nei due rami di:
- 1.- Sayn und Wittgenstein in Hohenstein: la contea, con capitale Laasphe, divenne principato nel 1801. Dal 1802 entrò nel collegio dei principi e i suoi sovrani furono conosciuti con i titoli di von Sayn und Wittgenstein zu Wittgenstein con voto alla dieta nel banco dei conti di Wetterau.

Federico II Carlo (1796-06), principe dell'impero il 20 giugno 1801, dal 1800 al 1806 divenne comproprietario, per matrimonio, della contea imperiale immediata di Limpurg Speckfeld, insieme alle sorelle Carolina (1764-33), sposatasi (1785) con il conte Carlo Guglielmo Ludovico (1763-32) von Isenburg Meerholz, Federica Guglielmina (1767-49) coniugata (1798) col conte Carlo Guglielmo Teodoro (1720-99) von Salm Grumbach, e Luisa (1768-28), coniugata (1791) con il conte poi principe (1817) Emilio (1765-37) von Bentheim-Tecklenburg.
Giovanni VIII di Hohenstein (1601-57), alleato svedese nella guerra dei Trent'anni, rappresentò il Brandeburgo alle trattative per la Pace di Vestfalia. 
Dopo la mediatizzazione, dal 1806 al 1815 la contea principesca fu ceduta all'Assia Darmstadt e poi alla Prussia.
La linea si estinse nel 1948 e i diritti passarono a Cristiano di Sayn Wittgenstein Berleburg adottato dall'ultimo principe, Augusto.
- 2.- Sayn und Wittgenstein Vallendar: la linea si costituisce nel 1657 con Friedrich Wilhelm (1675-8) e si estingue con Johann Wilhelm nel 1775, passando in eredità alla linea di Hohenstein.

C - Sayn und Wittgenstein Sayn: il ramo familiare si costituì nel 1607 col terzogenito Guglielmo III (1607-23), ottenendo però la sovranità della piena contea di Sayn l'anno successivo. Gli successe il figlio Ernesto (1623-32). 
Per i contrasti successori sorti alla morte del conte Ludovico (1632-36), l'Elettore di Colonia annetté la contea fino al 1648, quando fu deciso di darla alle sorelle Ernestina e Giovannetta, figlie di Ludovico, con la reggenza della madre Luisa Giuliana fino al 1652. Tuttavia, poco dopo la contea venne divisa in:
- 1.- Sayn und Wittgenstein Sayn Altenkirchen: parte delle stato spettante alla contessa Giovannetta, alla cui morte passò al figlio Guglielmo Enrico, duca di Sassonia Eisenach. Morto senza eredi, la contea fu ereditata dal burgravio Carlo di Brandenburgo Ansbach (1741-03).

Nel 1803 la contea fu ceduta ai Nassau Weilburg. Carolina II, regina di Gran Bretagna e moglie di re Giorgio II divenne coerede della contea senza riuscire ad ereditarla; i diritti persi saranno compensati con una indennità al re Giorgio III.
- 2.- Sayn und Wittgenstein Hachenburg: è la porzione che spettò alla contessa Ernestina. Alla sua morte la contea fu ereditata da Maddalena Cristina di Manderscheidt (1661) e successivamente dai burgravi von Kirchberg zu Farnrode (1715), dai Nassau Weilburg (1799) e dai Sayn und Wittgenstein Berleburg nel 1803.

Entrambe le linee di Berleburg e di Hohenstein, furono ammesse con voto comune al 7º posto nel banco dei conti di Wetterau (circoli di Vestfalia e Alto Reno), ma vennero mediatizzate nel 1806; dal XIX secolo forniscono alla Prussia molti uomini di stato famosi.
Il territorio delle due contee di Wittgenstein e di Hohenstein è oggi noto come Wittgenstein e fa parte del distretto di Siegen-Wittgenstein, nello stato della Renania Settentrionale-Vestfalia.

## Case comitali
Conti von Wittgenstein und Battenberg (1200 circa - 1380 circa)
- Werner I 1170-1215
- Widenkind
- Siegfried 1238-77, eredita parte di Wittgenstein
- Siegfried II 1307-57
- Siegfried III 1311-?
- Werner IV 1351-?
- Adelheid 1357-84, sposa Salentin von Sayn Homburg (1345)

Conti von Sayn Homburg
- Engelbert 1283-1336
- Godfrey -1354
- Salentin -1384, e Wittgenstein (1345)

Conti di Sayn-Wittgenstein (1354–1607)
- Salentino, Conte di Sayn-Homburg (1354–1384)
- Giovanni (1384–1427)
- Giorgio (1427–1469)
- Eberardo (1469–1494)
- Guglielmo I (1494–1568)
- Ludovico I (1568–1607)

Conti von Sayn und Wittgenstein zu Hachenburg (1605/7-1715)
- Wilhelm III 1605-23
- Georg V -1631
- Ernst -1632
- Ludwig -1636
- Ernestina 1648 -1661
- Magdalena Christina -1715

Conti e contesse von Sayn und Wittgenstein zu Sayn Altenkirchen (1650 circa - 1806)
- Johannette 1648-1701
- Wilhelm Heinrich di Eisenach -1741
- Karl di Ansbach -1803
- ai Nassau Weilburg 1803-06

Conti von Sayn und Wittgenstein zu Vallendar (1657-1775)
- Friedrich Wilhelm 1657-85
- Johann Friedrich -1718
- Franz Friedrich Hugo -1769 con
- Johann Wilhelm -1775

Conti zu Sayn und Wittgenstein Berleburg (1607 - fiorenti)
- Georg V 1565-31 (1607)
- Ludwig Casimir -1643
- Georg Wilhelm -1684
- Ludwig Franz -1694, Hedwig Sophie -1712
- Casimir -1741
- Carl Wilhelm 1693-49 in Carlsburg
- Ludwig Franz 1694-50 in Ludwigsburg
- regg. Hedwig Sophie zur Lippe Brake(1694-08)
- Ludwig Ferdinand 1741-1773
- Christian Heinrich -1800, Pr. 1792
- Friedrich Albrecht Ludwig Ferdinand -1851
- Albrecht Friedrich August Karl -1904
- Richard Hermann -1925
- Gustav Albrecht -1944
- Richard Casimir -1968...

Conti von Sayn und Wittgenstein Hohenstein (1607 - fiorenti)
- Ludwig II 1607-34
- Johann VIII -1657
- Gustav Otto -1701
- Heinrich Albrecht -1723
- August David -1735
- Karl Friedrich I Wilhelm -1756
- Johann Ludwig -1796
- Friedrich II Karl -1827, Pr. 1801
- Alexander -1874
- Johann Ludwig -1912
- August Alexander -1948
- Christian Heinrich di Berleburg